# Milet
Pour les articles homonymes, voir Milet (homonymie).
Milet (en grec ancien Μίλητος / Mílêtos) est une ancienne cité grecque d'Ionie. Le site archéologique est situé sur la côte sud-ouest de la Turquie, à quelques kilomètres au nord de Balat, qui a été l'une des capitales du beylicat de Menteşe au XIVe siècle. Le site de Milet est à plus de cinq kilomètres à l'intérieur des terres à cause du comblement de la baie par les alluvions apportées par le Méandre.
Elle est fondée au début du XIe siècle av. J.-C., légèrement après l'hypothétique invasion dorienne, ce qui en fait avec Éphèse et Clazomènes l'une des plus anciennes cités grecques d'Ionie.

## Histoire

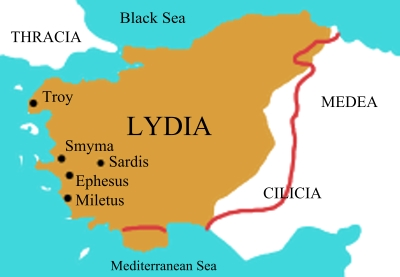
Lydie ancienne.

Baie de Milet à l'époque classique.

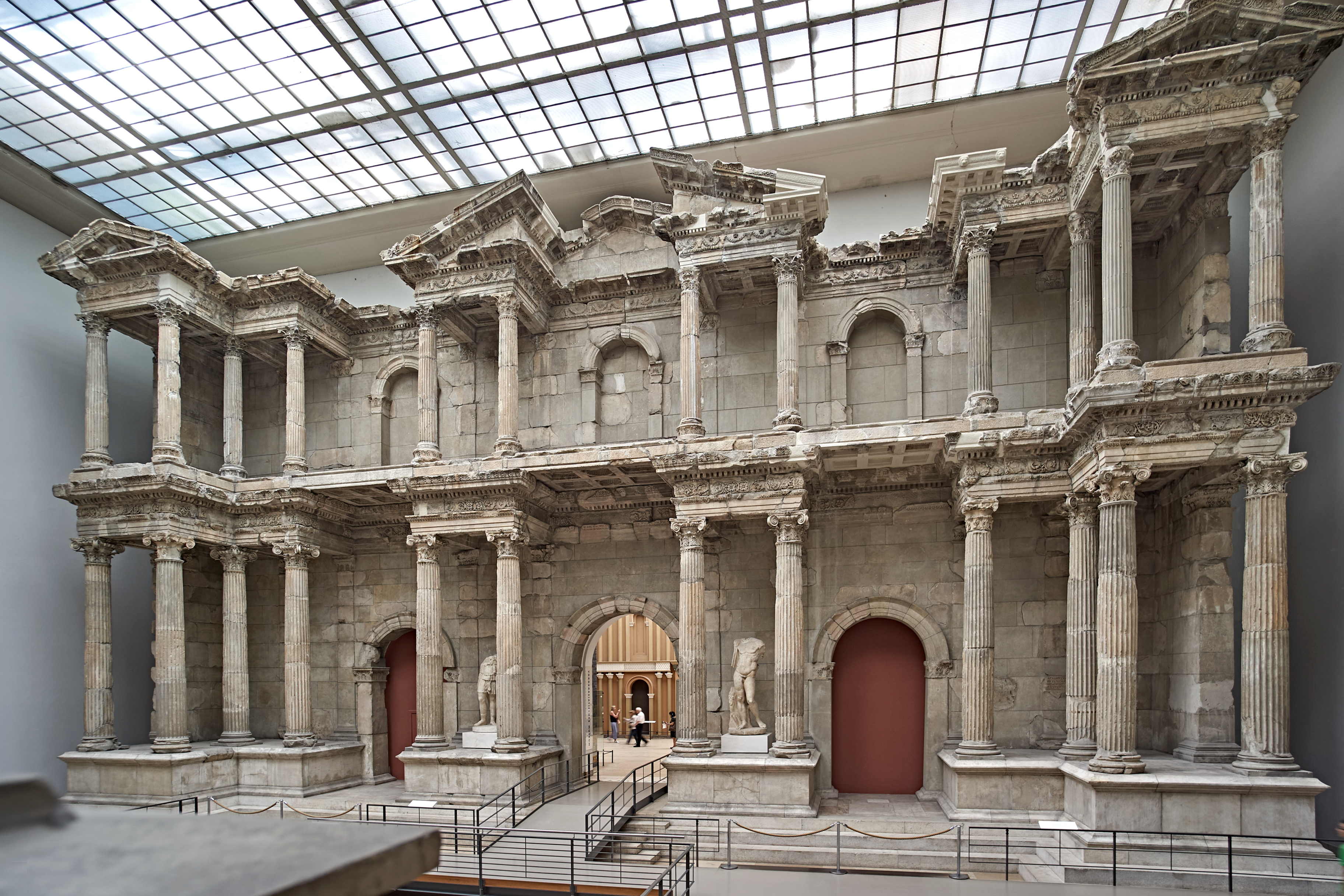
Porte du marché de Milet.

### Mythologie
Selon diverses légendes, la ville aurait été fondée par Milétos. Après avoir ravagé Troie et tué son roi Laomédon durant la guerre menée par Héraclès, qui aurait eu lieu avant la guerre de Troie chantée par Homère, Télamon aurait choisi parmi les captifs une certaine Troyenne Théanéra / Théaneira (Θεάνειρα), dont on sait assez peu, si ce n'est que pendant son retour par la mer, bien qu'enceinte, elle parvint à s'échapper en passant par-dessus bord ; elle se réfugie sur les côtes de Milet. Elle y perd les eaux, au milieu d'un bois ou de broussailles, et met au monde Trambélos. La mère et l'enfant sont recueillis par le roi Arion, qui élève l'enfant comme le sien.

### Périodes
L'archéologie permet d'établir diverses périodes pré-classiques de construction, destruction, reconstruction :
- Milet I : vers -3000
- Milet II : vers -2500
- Milet III : vers -2000
- Milet IV : vers -1800
- Milet V : vers -1450
- Milet VI : vers -1315
- Milet VII : vers -1085

### Naissance de la cité
Milet est fondée sur le Méandre par des Grecs au début du XIe siècle av. J.-C. (entre 1086 et 1085 av. J.-C. selon la Chronique de Paros). Cela en fait l'une des plus vieilles cités-États grecques d'Ionie avec Éphèse et Clazomènes, fondées à peu près à la même époque. La cité occupe le site de Millawanda, une cité plus ancienne ayant prospéré à l'époque des Hittites. On sait très peu de choses sur cette période de l'histoire de la cité. À cette époque, elle est vraisemblablement gouvernée par un roi.

### De la monarchie à l'oligarchie
Au fil du temps, la monarchie à la tête de la cité perdit son pouvoir et fut remplacée par un gouvernement oligarchique dont les membres étaient issus de l'aristocratie foncière. L'historien français Pierre Carlier décrit les derniers temps de la royauté milésienne comme une période d'extrême violence et de vendettas au sein même de la famille royale.
À partir de la seconde moitié du VIIe siècle av. J.-C., Milet est en guerre contre les Lydiens.

### Liste des tyrans de Milet
La royauté finit par faire place à un régime oligarchique. La tyrannie arrive au VIIe siècle av. J.-C.
- 610 av. J.-C.-… : Thrasybule de Milet. Il est en guerre contre les Lydiens, un peuple anatolien voisin.
- …-514 av. J.-C. : Histiée († 493 av. J.-C.). Il règne sous la suzeraineté de l'empire achéménide.

- 514-497 av. J.-C. : Aristagoras, qui meurt en 497 av. J.-C., neveu et beau-fils du précédent. Il règne sous la suzeraineté de l'empire achéménide.

### Milet à l'époque classique
Milet est mise à sac à la suite de la révolte ionienne. La reconstruction eut lieu après la victoire hellène contre les Perses au cap Mycale, en 479 av. J.-C. Les travaux sont attribués à Hippodamos, dit « de Milet ». La ville bénéficia alors d'un plan d'urbanisme très strict, quadrillant la ville en îlots, que les Romains appelleront insulae. Mais il était également prévu des lieux d'implantation pour les bâtiments publics. Ce modèle d'urbanisme, dit « tracé hippodamien », fut ensuite repris par de nombreuses cités et colonies, et inspira le modèle d'urbanisme utilisé par les Romains. À cette époque, Milet était entrée dans la ligue de Délos, mais en 412 elle se révolta contre Athènes. Parmi les Milésiens célèbres de l'époque, on compte Aspasie, maîtresse de Périclès, Hippodamos, concepteur du Pirée, et le poète Timothée de Milet. L'une des gloires de la cité ionienne est d'avoir fondé de nombreuses colonies, dont la Byzance grecque.

## Site archéologique

### Milet à l'époque hellénistique

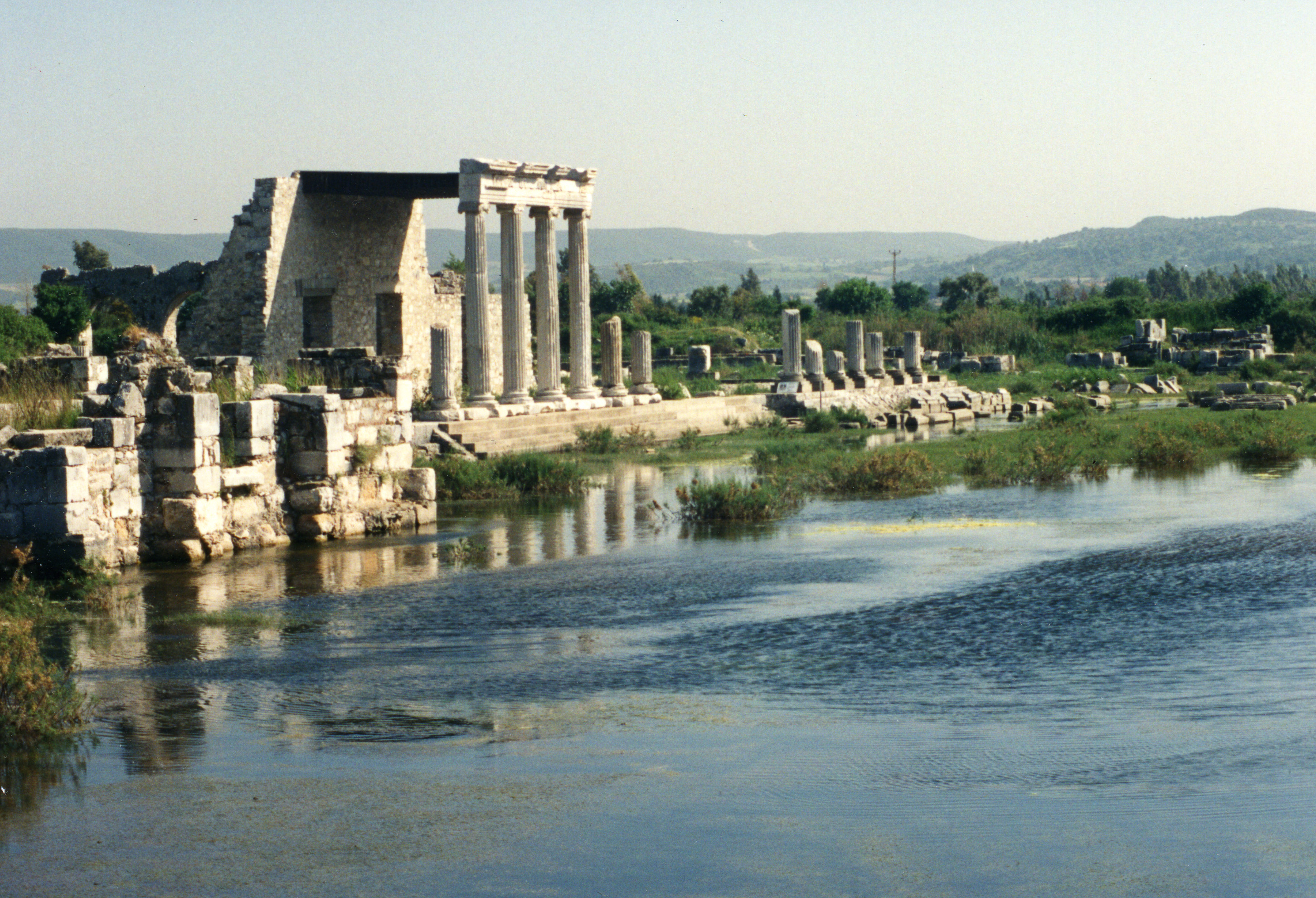
Portique de l'agora de Milet.

Le plan de la ville a été redessiné selon un plan orthogonal, dit « hippodamien », dont Hippodamos de Milet aurait été l'inventeur.
Les fouilles de Theodor Wiegand, au début du XXe siècle, ont révélé une grande partie de la cité portuaire et de ses monuments hellénistiques :
- bouleutérion : salle de réunion de la Boulè (Conseil) ;
- marché ou agora du Nord ;
- marché ou agora du Sud, dont l'entrée monumentale (porte du marché de Milet) a été transférée et reconstituée à Berlin, au Pergamon Museum, par Theodor Wiegand ;
- nymphée : fontaine publique avec sculptures ;
- thermes de Faustine ; ils sont liés au souvenir de l'épouse de l'empereur Marc Aurèle, mère de Commode ;
- marché de l'Ouest, près du temple d'Athéna ;
- stade ;
- delphinion, sanctuaire d'Apollon Delphinios, principal sanctuaire de la cité ;
- sanctuaire oraculaire d'Apollon à Didymes.

Le sanctuaire d'Apollon à Didymes, situé à quinze kilomètres de Milet, est relié à la ville par une route directe partant de la porte Sacrée. C'est le plus grand de tous les sanctuaires du monde hellénistique.

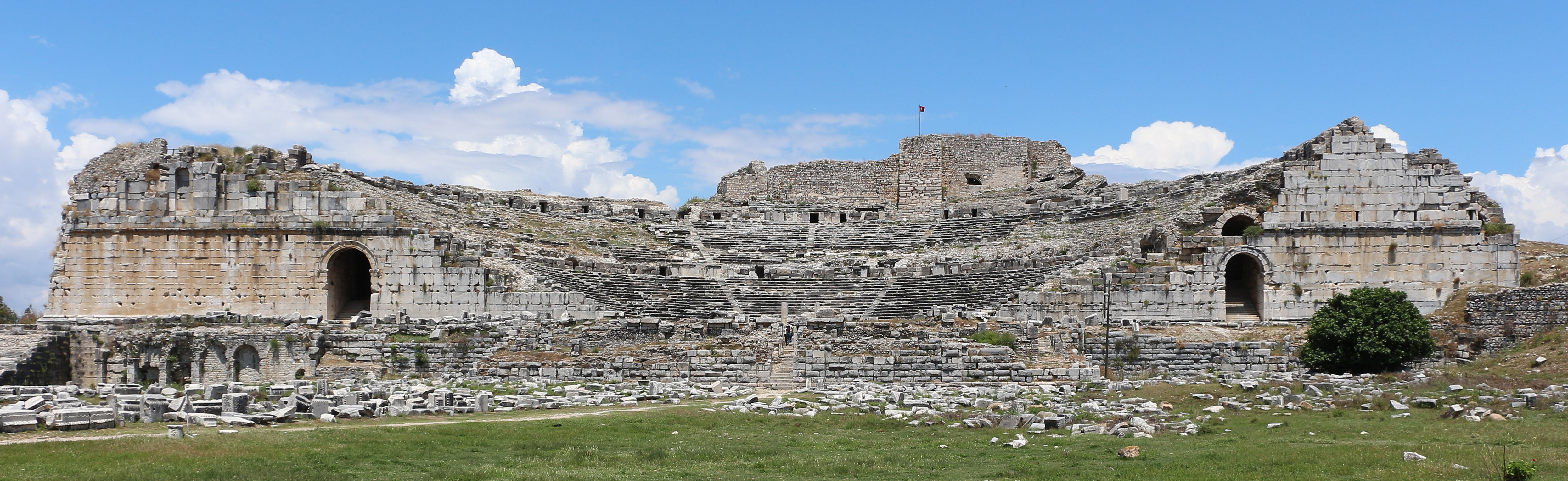
Théâtre de Milet, construit sur terrain plat.

## Personnages célèbres

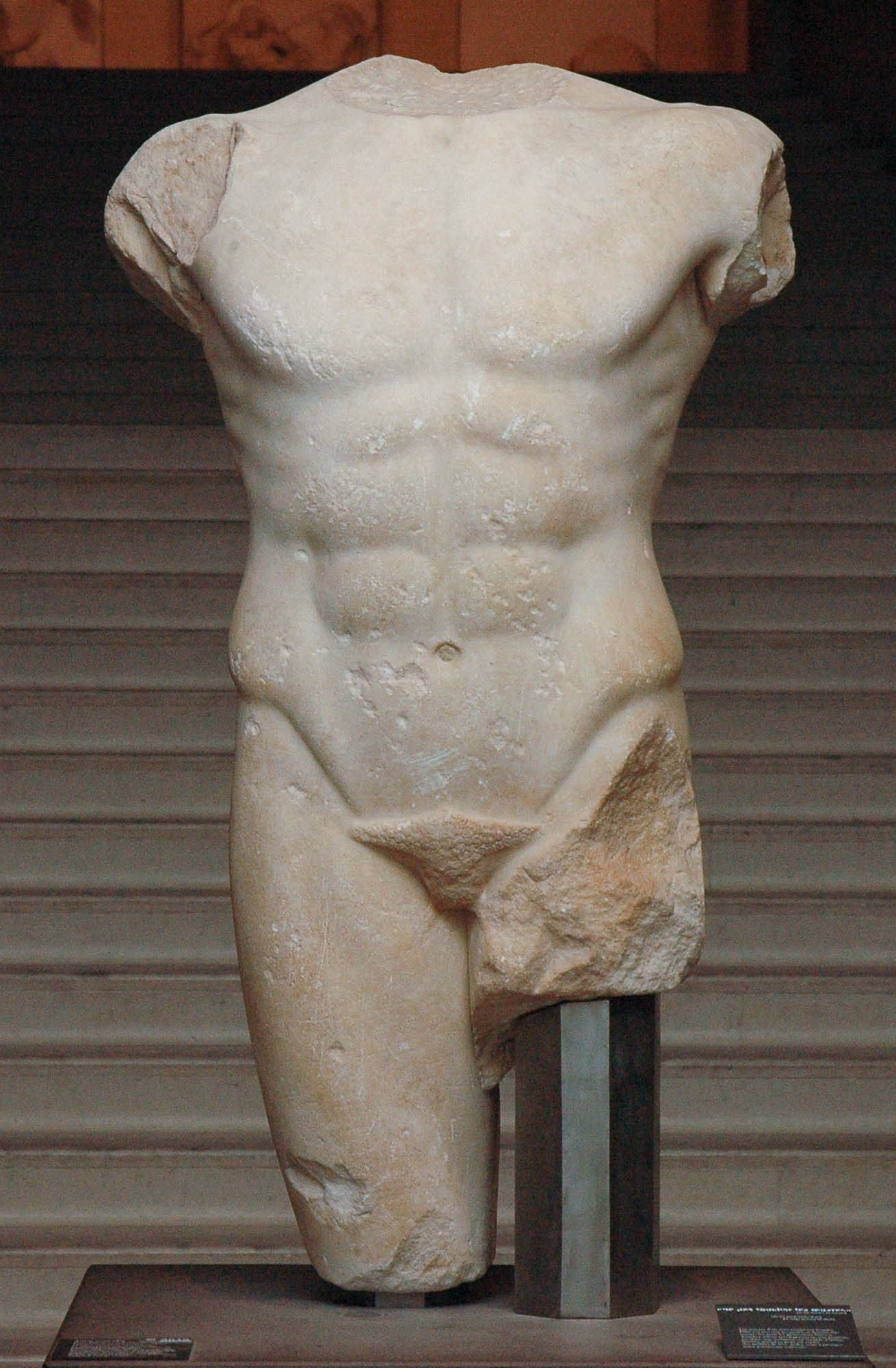
Torse provenant de Milet, vers -480, musée du Louvre.

À Milet, aux VIe et Ve siècles av. J.-C., se développe la philosophie grecque, avec l'école milésienne. En font partie :
- Thalès, philosophe et savant (-625/ -546), qui développe aussi les mathématiques.
- Anaximandre, philosophe grec (-610 / -546)
- Anaximène, philosophe grec (-585/ -525)
- Archélaos de Milet, philosophe grec présocratique du Ve siècle av. J.-C.

Parmi les autres qui ont vécu à Milet : 
- Hécatée de Milet, logographe (VIe siècle av. J.-C.)
- Phocylide, poète grec (VIe siècle av. J.-C.)
- Aspasie, hétaïre et compagne de Périclès (Ve siècle av. J.-C.)
- Hippodamos, urbaniste et architecte (Ve siècle av. J.-C.), qui passe pour le concepteur du plan en damier
- Timothée de Milet, poète grec (-446 -357)
- Démodamas de Milet, général et homme de lettres actif au début du IIIe av. J.-C.
- Aristide de Milet, écrivain grec (IIe siècle av. J.-C.), auteur des Contes milésiens
- Isidore de Milet, architecte grec (IVe et Ve siècles)
- Hésychios de Milet, historien et biographe grec (VIe siècle)

## Colonies de Milet

Colonies de Milet.

Dans l'Histoire naturelle, Pline l'Ancien cite plus de quatre-vingts colonies fondées par Milet, parmi lesquelles Amisos, Apollonia, Dioscurias, Histria, Kerasos, Kytoros (Cytorus, Gideros (tr)), Kotyora, Odessos, Olbia du Pont, Panticapée, Phanagoria, Phasis, Pityos, Sésamos, Sinope, Tanaïs, Théodosie, Trapézonte, Tomis, Tyras.
Nous pouvons aussi citer Abydos, fondée vers 670 av. J.-C.

## Milet au Moyen Âge
Milet perd alors son accès à la mer : la puissance maritime se retrouve dans les terres à la suite d'un ensablement progressif, ce qui lui vaut d'être totalement abandonnée : le site ne baigne plus aujourd'hui que dans les eaux de pluie. Au XIe siècle, la cité de Balat est édifiée à proximité immédiate par les Seldjoukides. Puis Milet / Balat passe sous l'autorité de la dynastie des Mentecheïdes ou Menteşeoğullari, avec une parenthèse vénitienne vers 1355. Elle est enfin incorporée à l'Empire ottoman en 1424.

## Images

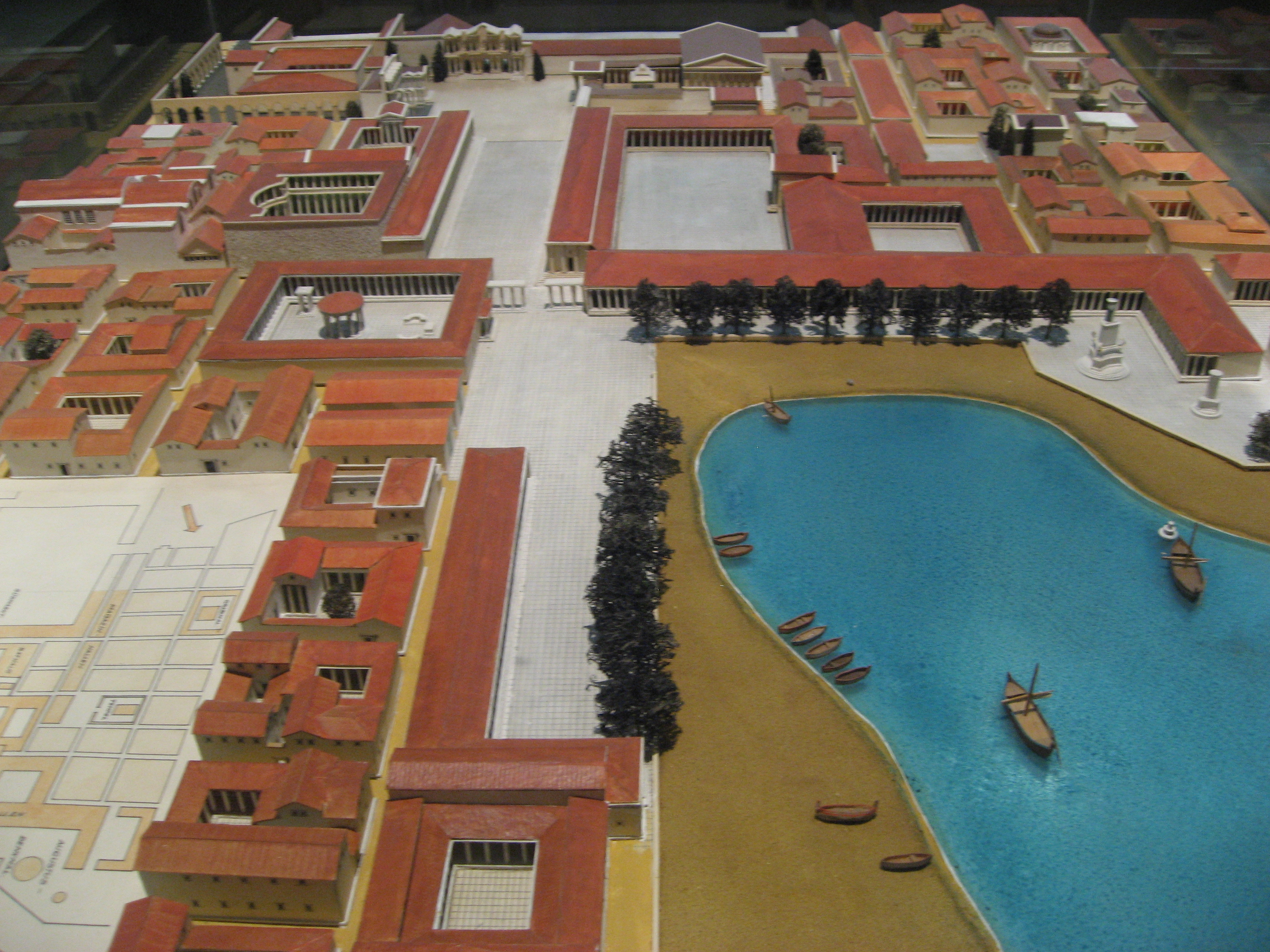
Maquette du port et du marché de Milet. La porte monumentale reconstituée au Pergamon Museum de Berlin est en haut à gauche
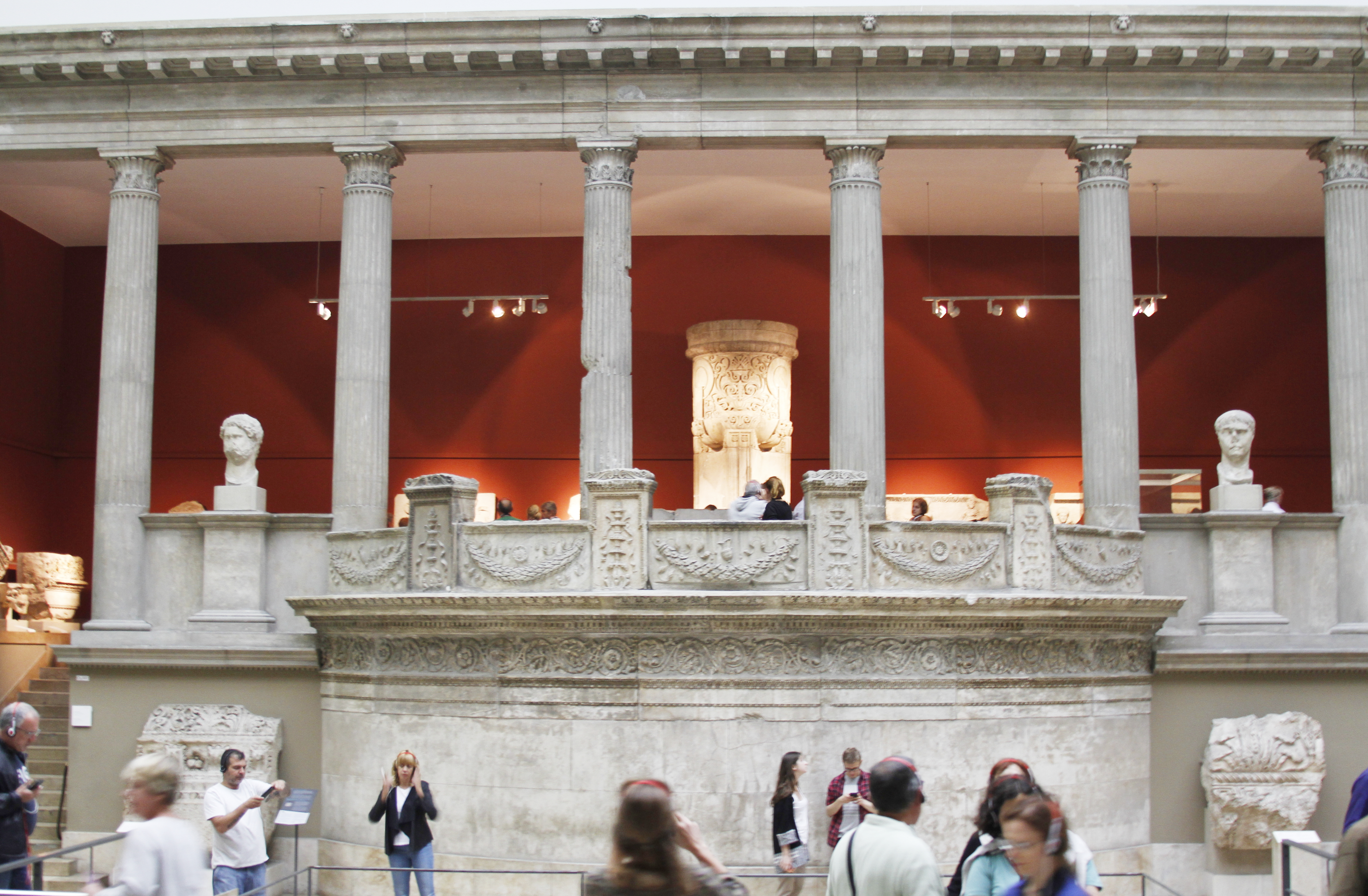
Marché de Milet, Pergamon Museum de Berlin
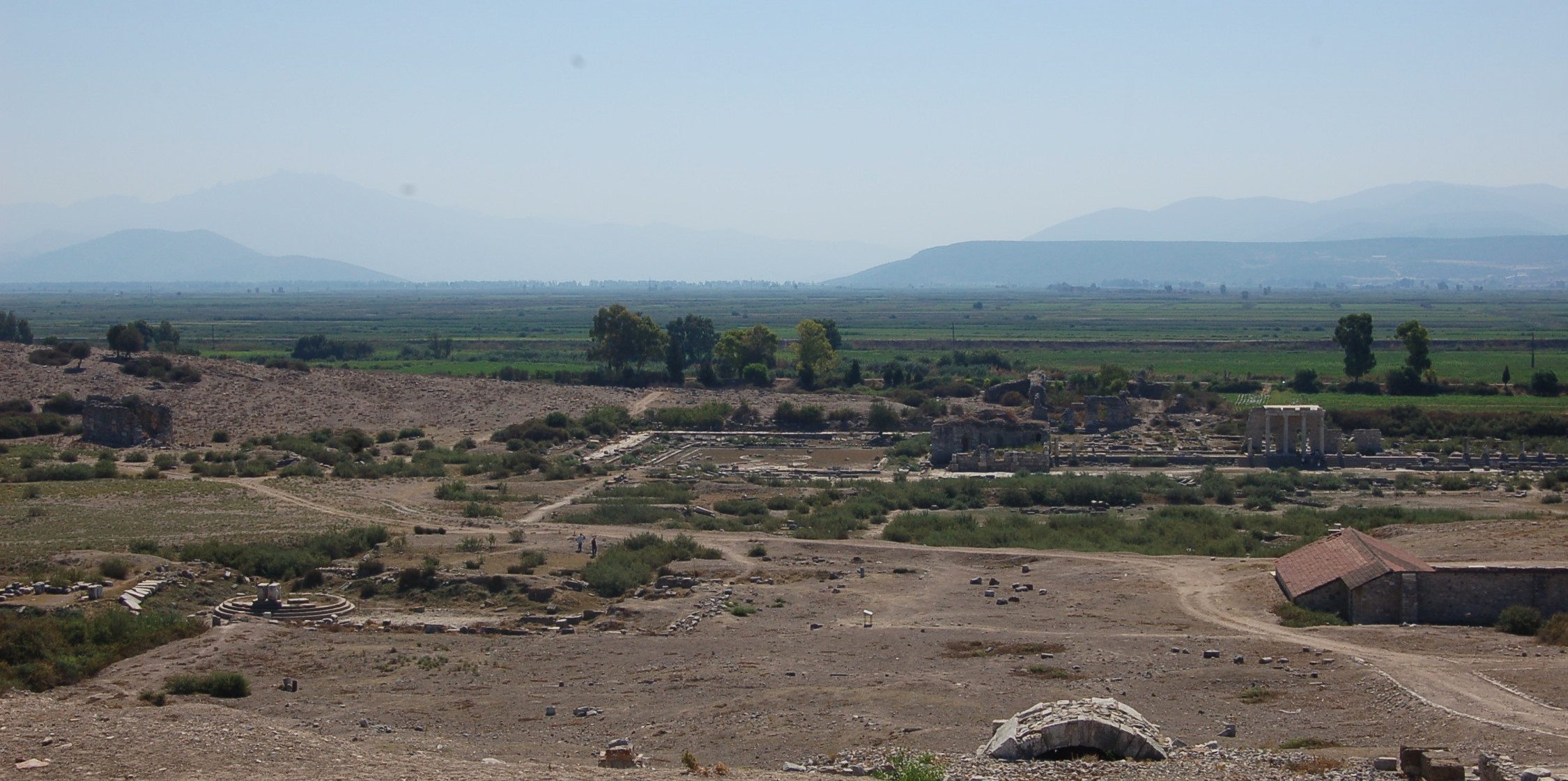
Agora et, au fond, ancien port
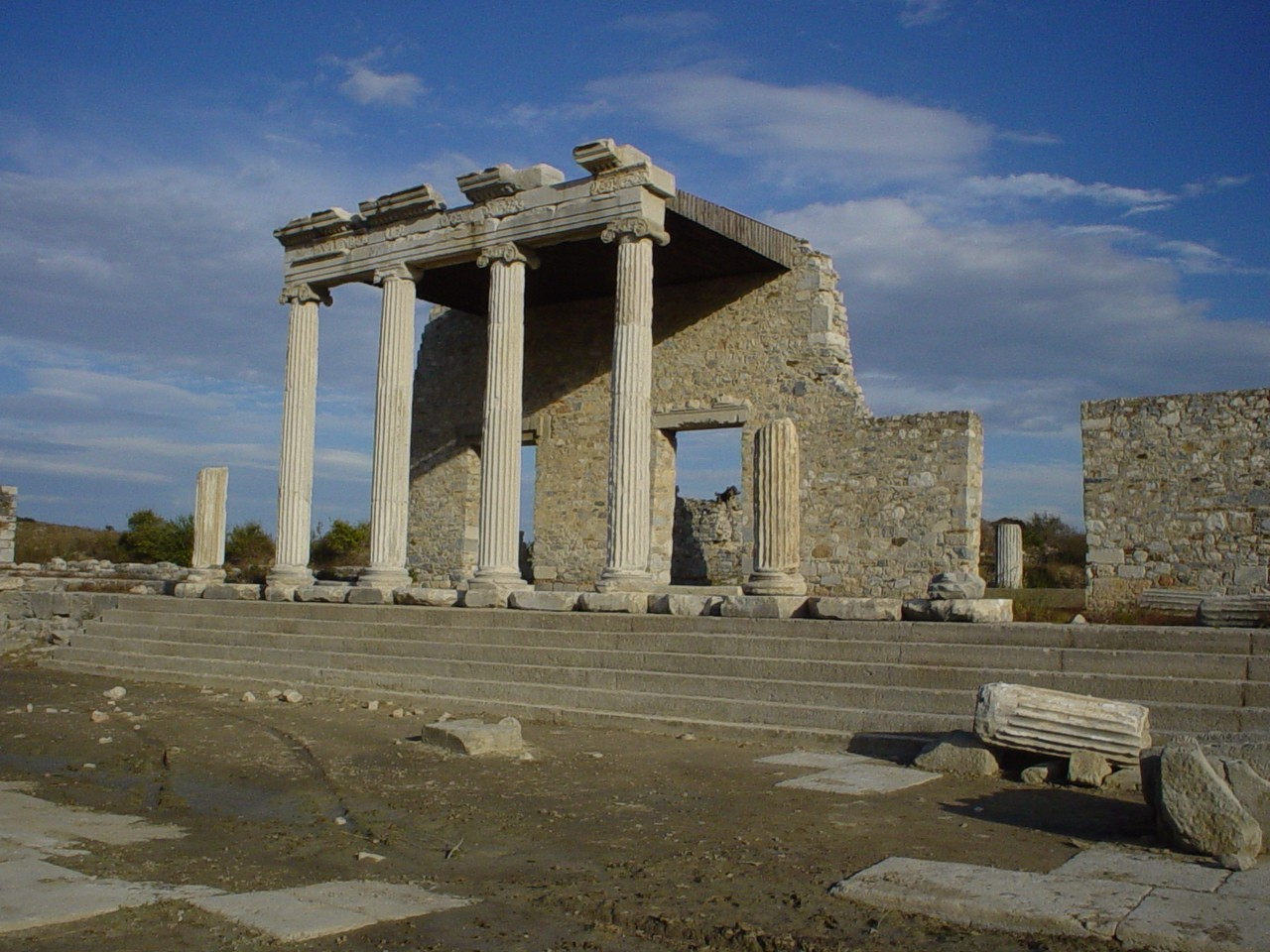
Stoa ionique sur la voie Sacrée
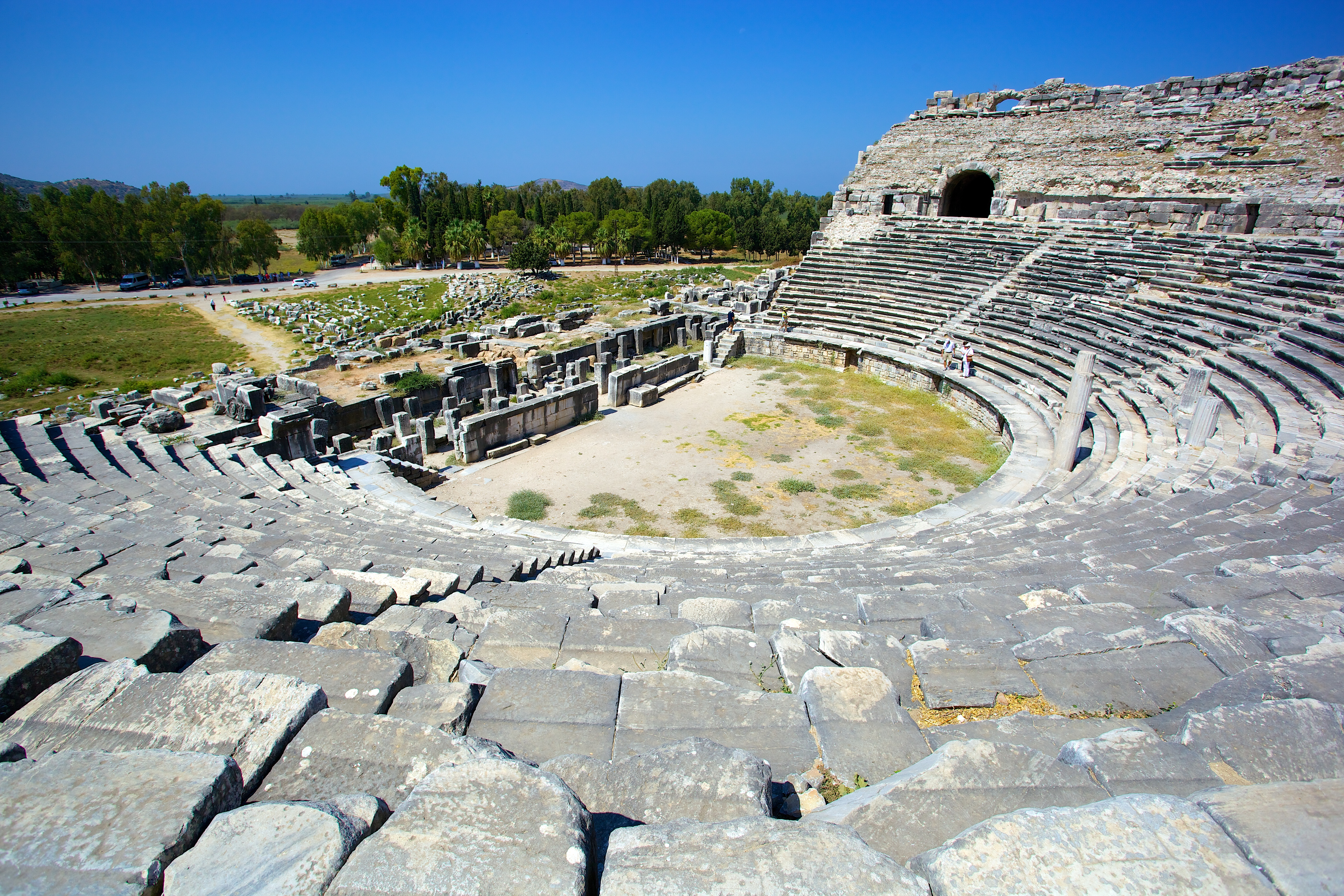
Théâtre de Milet
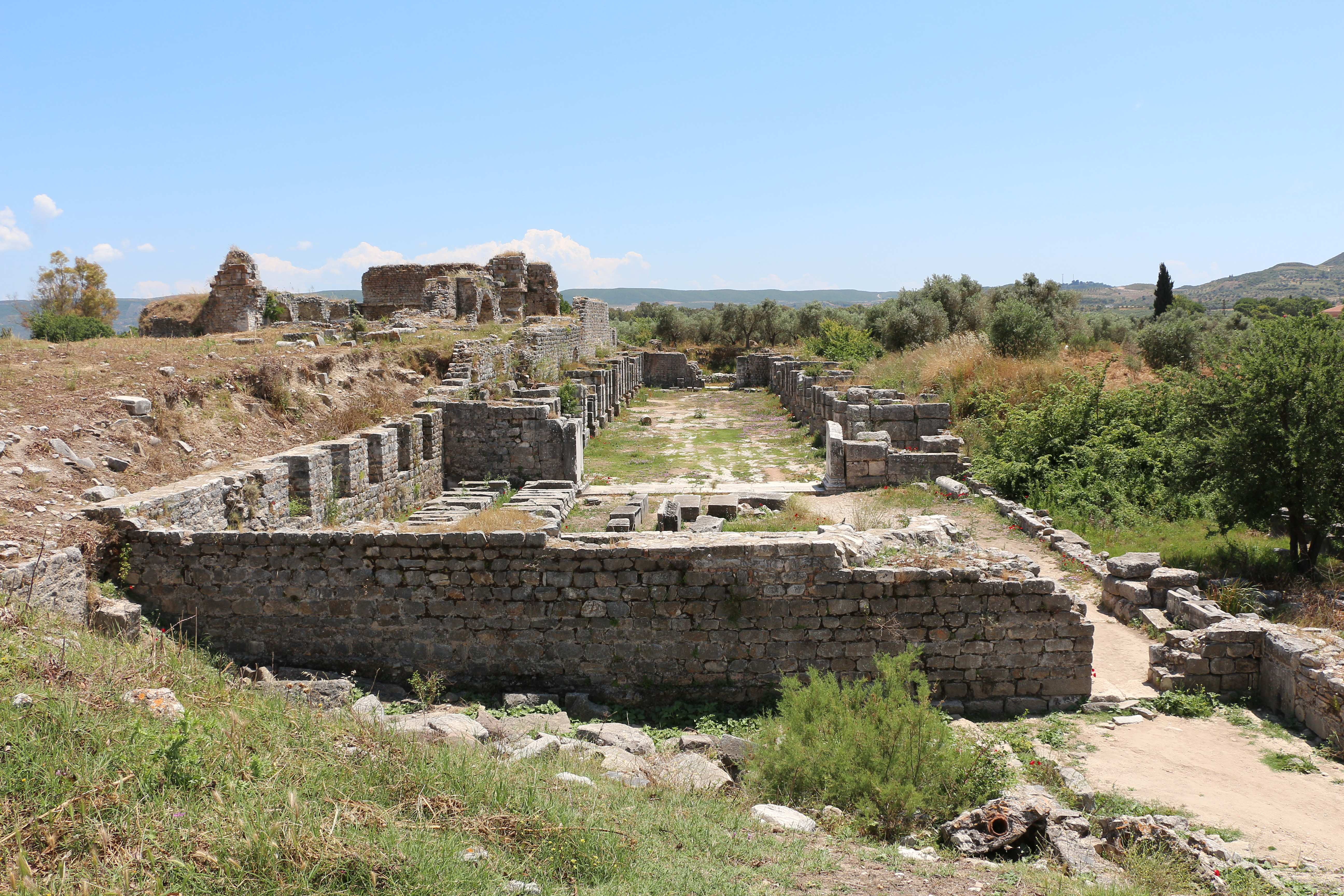
Thermes de Faustine
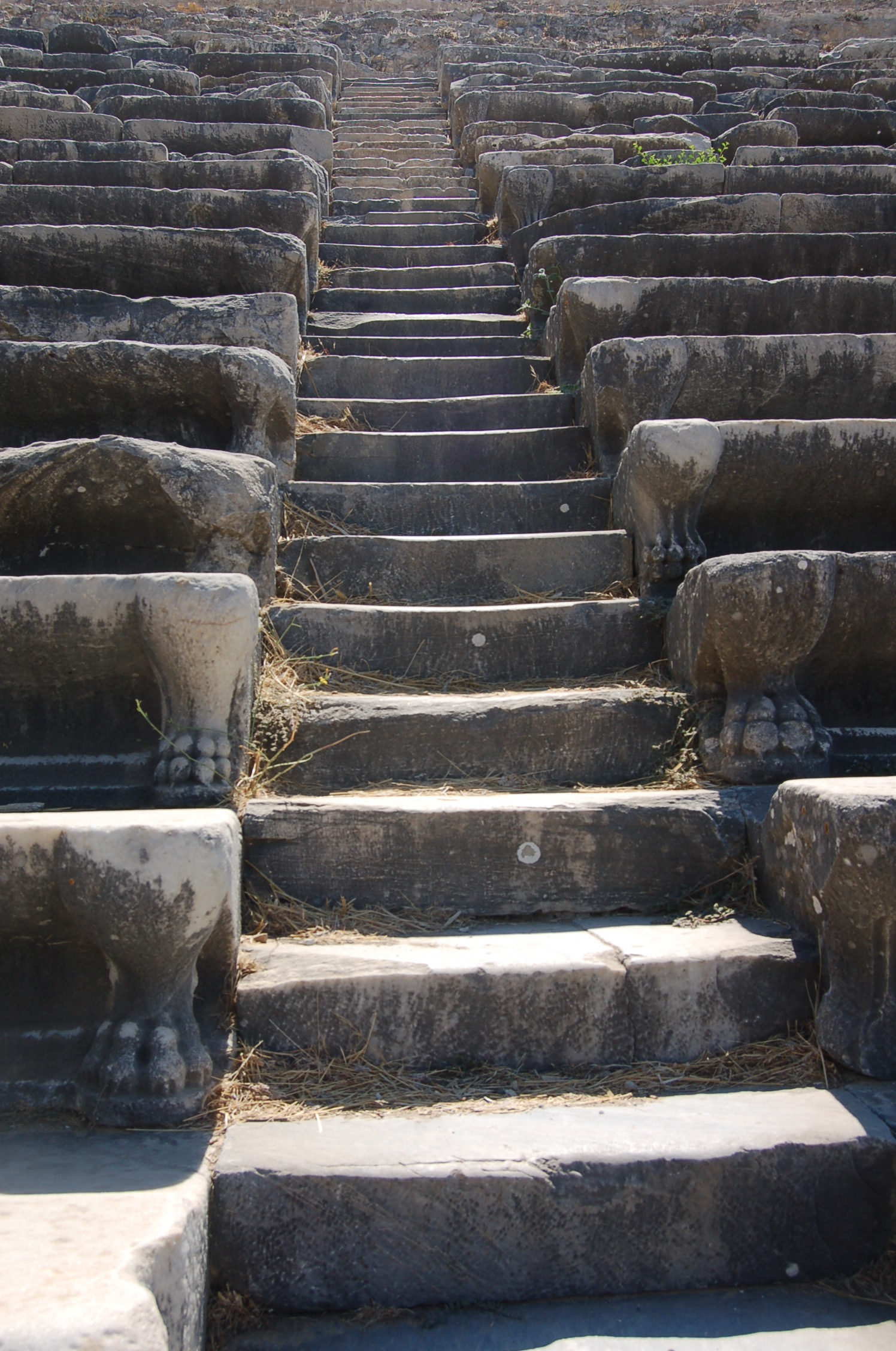
Décor à pattes de lions, théâtre de Milet